# Adila Bayhum
Adila Bayhum-al-Jazairi (arabiska: عادلة بيهم الجزائري), född ca 1900, död 1975, var en syrisk-libanesisk feminist, filantrop, självständighetsaktivist och politiker.

## Beirut
Adila Bayhum tillhörde en förmögen familj i Beirut. Hon var verksam som journalist i tidningen Fata al-Arabi, och kritiserade Osmanska rikets deltagande i första världskriget. När guvernör Jamal Pasha inbjöd en delegation kvinnor att framlägga klagomål, bad hon om en förening för att hjälpa krigets offer. Guvernören grundade ett barnhem, som hon fick överinseendet för. Tillsammans med Salma al-Sayyigh och Ibtihaj Qaddura grundade hon 1918 yrkesskolan Nadi al-Banat al-Muslimat för flickor. Hon gifte sig 1922 med en medlem av familjen Jaza'iri och bosatte sig i Damaskus.

## Feminist
Adila Bayhum var 1928 medgrundare till Syrian Women’s Union. ¨
Hon var dess ordförande 1933–1967 och hedersordförande 1967–1975. Hon deltog som Syriens representant i kvinnokonferensen i Egypten 1938. 
År 1927 var hon medgrundare till Damascus Women's Awakening Society. Hon förespråkade kvinnors rätt att rösta och väljas till politiska ämbeten, men förespråkade först självständighet, sedan kvinnors rättigheter.
År 1928 grundade hon sällskapet Dawhet al-Adab 1928, som samma år bildade en berömd arabnationalistisk flickskola med samma namn. Föreningen Dawhat al-adab (Tree of Social Graces), grundade en skola i Damaskus 1931, ett dagis, en skola med både grundskola och sekundärskola.
Arab Women's Union in Damascus ("Ittihad al-arabi al-nisa i fi Dimashq") grundades av Adila Bayyhum 1933. Den grundades genom att flera kvinnoföreningar gick samman under en paraplyorganisation, som sedan valde Adila Bayyhum till sin ordförande. 
Föreningen ägnade sig åt hjälpverksamhet under bombningarna 1945, sydde kläder åt soldater, gjorde insamlingar palestinska flyktingar 1948.
Women's Union in Damascus var fortfarande liten år 1938, och då Arab Women's Union (al-Ittihad al-arabi al-nisai) bildades på konferensen i Kairo 1944, ändrade Adila Bayyhum namnet från Women's Union in Damascus till Union of Women's Societies in Damascus (ittihad al-jamiyyat al-nisaiyya fi dimashq), som under 1940- och 1950-talen inkorporerade fler föreningar under sin ordförande Jihan al-Musuli.
Under denna tid kampanjade många syriska feminister mot slöjan som ett redskap för könssegregation. Adila Bayhum bar själv inte slöja, men deltog dock inte i denna kampanj. Hon hamnade ändå på kollissionskurs med islamiströrelsen al-Gharra i frågan. Islamisterna ansåg att hon också alla andra kvinnor borde hålla sig hemma och inte delta i det offentliga livet. När al-Gharra fick veta att kvinnor förväntades ta av sig slöjorna på en välgörenhetstillställning hos Adila Bayhum 1943, hotade de med att attackera och tända eld på byggnaden. Hon svarade med att sluta donera mjölk till stadens fattigkvarter under 24 timmar. Resultatet blev att fattigkvarteren gjorde upplopp och framgångsrikt krävde att al-Gharra skulle lämna Adila Bayhum ifred.
Women's Union lämnade in en petition om rösträtt för kvinnor till president Hasmih 1936, och till president Quwatli 1943, liksom till parlamentet.
Adila Bayhum stödde Husni al-Zaim, som lovade henne att införa kvinnlig rösträtt (reformen gick dock inte igenom förrän 1953). Presidenten utnämnde henne 1960 till ordförande för African-Asian Arab Women's Association.
Mellan 1958 och 1961 drev Women's Union en kampanj för reform av den personliga statuslagen och för kvinnors arbete genom jordbruk och handarbete.

## Nationalist
Under drusernas ledare Sultan al-Atrashs uppror mot fransmännen 1925 stödde hon rebellerna med att smuggla mat till dem. Hon hjälpte också rebellernas änkor och barn genom välgörenhet. 
Mellan 1930 och 1936 var hon verksam inom självständighetspartiet National Bloc som insamlare av bidrag. I januari 1945 arrangerade hon den största kvinnomarschen i Syriens historia, som protest mot fransmännens vägran att diskutera självständighet, vilket gjorde att deltagarna blev slagna av fransk polis. För detta tilldelades hon medalj av Syriens första president Shukri al-Quwatli 1946.
Adila Bayhum stödde den syrisk-egyptiska unionen 1958–1961. Hon utnämndes 1971 av presidenten till parlamentet.